# Shirinkenar
 (juin 2018).
Shirinkenar (en persan : شيرين كنار romanisé en Shīrīnkenār) est un village de la province de Kerman en Iran. Lors du recensement de 2006, sa population était de 45 habitants répartis dans 10 familles.